# Klasztor Świętego Pawła
Klasztor Świętego Pawła (arab. دير الأنبا بولا, Dajr al-Kiddis Bulus, Dayr al-Qiddīs Būlus) – koptyjski klasztor, położony na pustyni Arabskiej we wschodnim Egipcie (około 160 km  na południowy wschód od Kairu), na płaskowyżu Galala. Założony został w III wieku przez Pawła z Teb, pierwszego pustelnika chrześcijańskiego, uznawanego za świętego przez Kościół katolicki, Cerkiew prawosławną i Kościoły wschodnie. Klasztor działa od III wieku aż po czasy współczesne.

## Lokalizacja
Klasztor stoi na Pustyni Arabskiej we wschodnim Egipcie, w odległości około 160 km  na południowy wschód od Kairu, w pogórzu piaskowcowego płaskowyżu Galala (South Galala Plateau), na wysokości 244 m n.p.m..

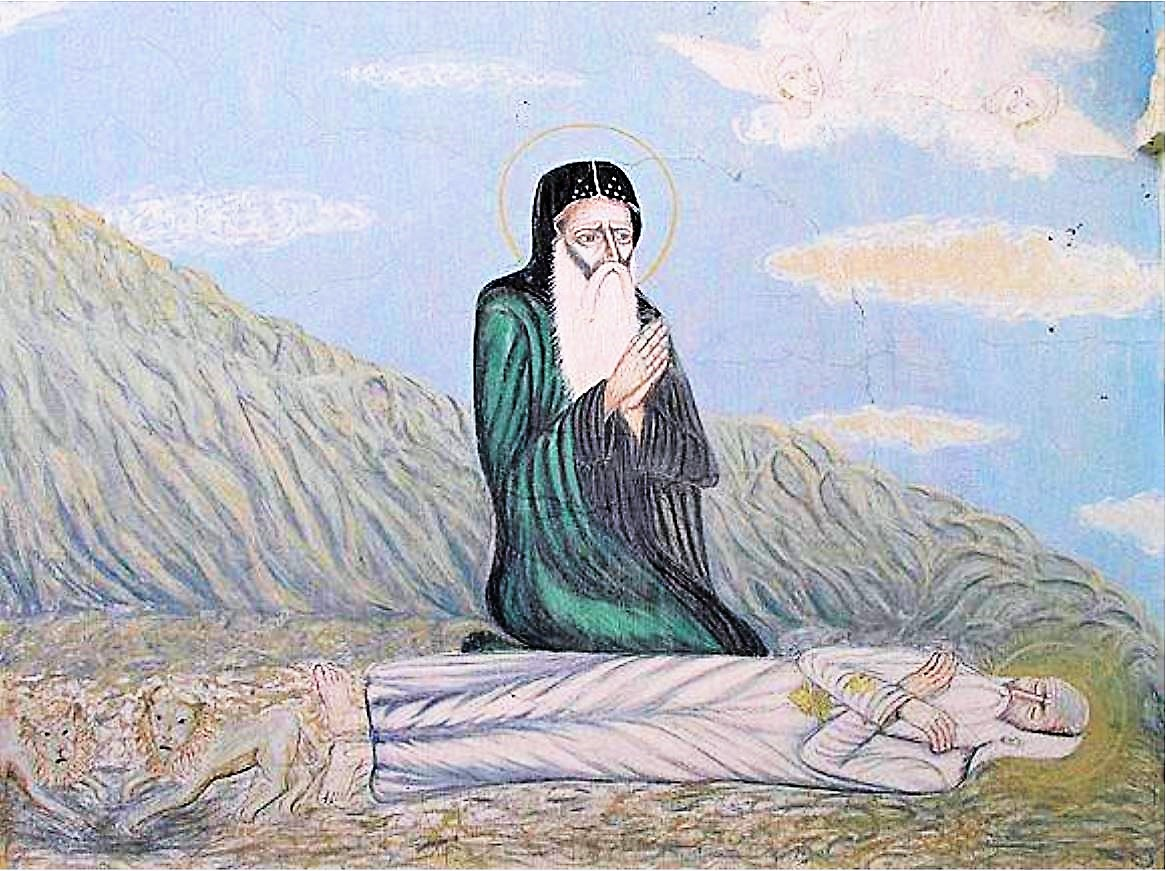
Św. Antoni Wielki podczas pochówku św. Pawła z Teb. Zgodnie z tradycją, klasztorny fresk przedstawia także dwa lwy, które miały wykopać grób świętego

## Historia
Około roku 250, podczas prześladowań ze strony cesarza Decjusza Paweł, pochodzący z Dolnej Tebaidy lub Aleksandrii, znalazł schronienie na pustyni Arabskiej. Osiadł na płaskowyżu Galala, w pobliżu wybrzeża morza Czerwonego. Według tradycji, Paweł miał tam spędzić prawie 90 lat, wiodąc pustelnicze życie w jaskini, bez kontaktu z ludźmi. Według opisu św. Hieronima (wykonanego w latach 375–377), niedługo przed śmiercią pustelnika informację o jego istnieniu mieli przekazać swojemu mistrzowi uczniowie św. Antoniego Wielkiego: Amathas i Makary. Po śmierci Pawła erem zamieszkiwali jego uczniowie. Mimo licznych napadów i zniszczeń klasztor zyskiwał nowe budowle oraz mnichów i przetrwał do czasów współczesnych.

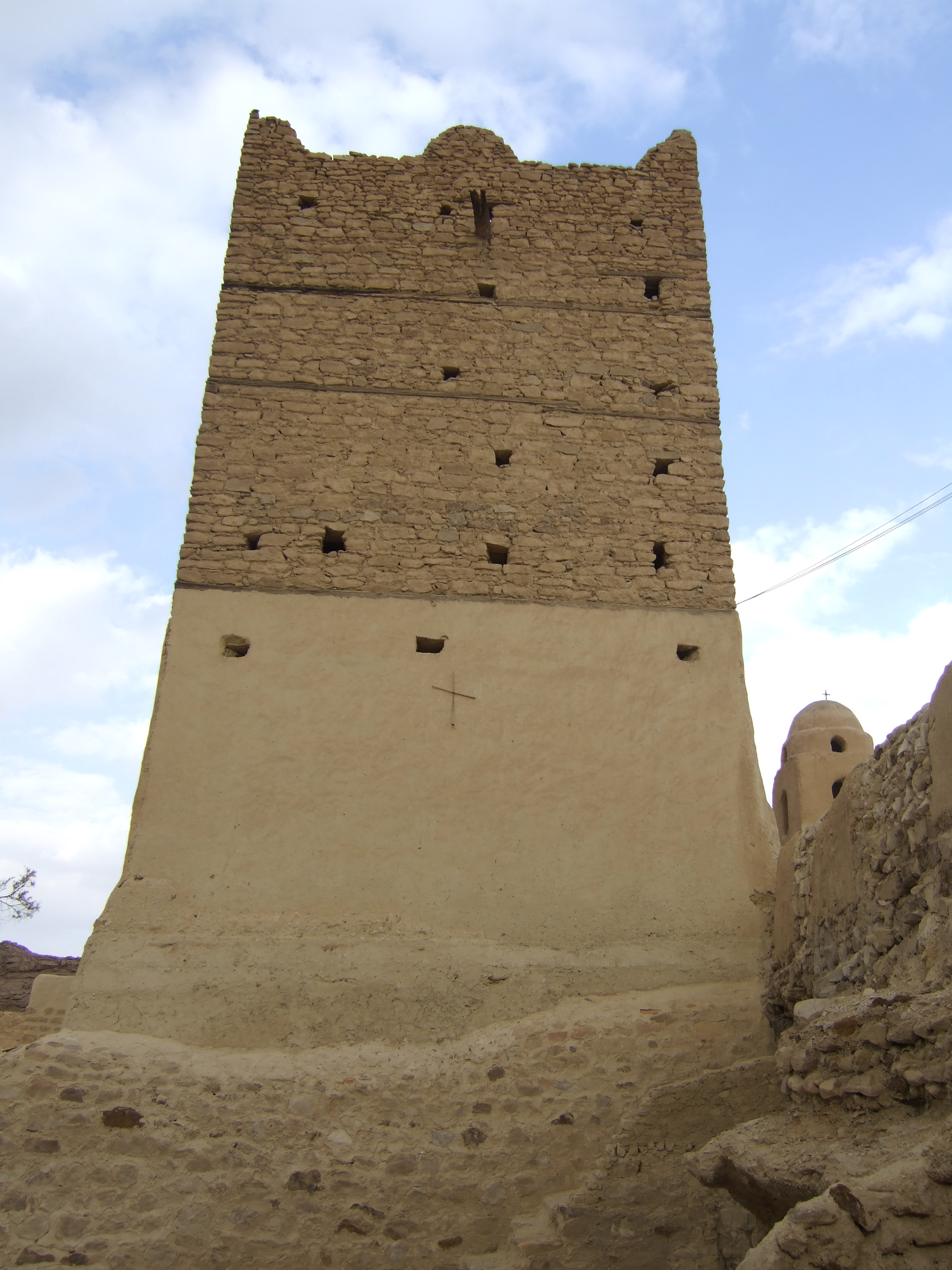
Donżon klasztorny

## Architektura
Główną budowlą klasztoru jest kościół Świętego Pawła, obejmujący miejsce historycznej pustelni Pawła z Teb. Pierwotny układ pustelni nie jest znany. Najstarsze zachowane relacje pielgrzymów z V i VI wieku nie zawierają wskazówek. Nie jest także pewne pierwotne położenie wejścia do groty. Prawdopodobnie była zlokalizowana w pobliżu wejścia do kościoła. Sama przestrzeń pustelni musiała służyć za kaplicę już niedługo po śmierci Pawła, a układ groty był sukcesywnie zmieniany i wykuwany w skale. Kościół ma dwa podziemne pomieszczenia: hajkal (kaplicę) dedykowaną św. Pawłowi, której ściany pokrywają freski z XII i XIV wieku, i małą nawę z cenotafem. Wykuty w późniejszym okresie korytarz i schody, wiodą w górę, do kościoła św. Merkuriusza.
Kościół św. Merkuriusza (Abu Sayfayn) został wzniesiony w 1781 przez Ibrahima Al-Jawhari, znaczącego koptyjskiego urzędnika. Budowla obejmuje kościół groty Pawła. Wieńczą ją trzy kopuły i beczkowate sklepienia. Merkuriusz miał być żołnierzem, który około roku 250 poniósł śmierć jako męczennik podczas prześladowań Decjusza. Jego imię Abu Sayfayn może być tłumaczone jako „Ojciec Dwóch Mieczy”. Sam święty jest zwykle przedstawiany w ikonografii jako jeździec trzymający dwa, wzniesione ponad głową miecze. Może być także obrazowany z włócznią w ręku, a pod koniem może być ukazywana postać Juliana Apostaty.
Największym kościołem w klasztorze jest kościół Archanioła Michała, wzniesiony w roku 1727 przez patriarchę koptyjskiego Kościoła Ortodoksyjnego Jan XVII, który przed objęciem zwierzchnictwa nad kościołem koptyjskim był mnichem tego klasztoru. Nawa główna jest podzielona na trzy sekcje. Pierwsza była przeznaczona dla tych, którzy nie dostąpili jeszcze chrztu, środkowa dla laikatu, a najbliższa prezbiterium dla tych, którzy przystępowali do komunii. W kościele znajdują się trzy wydzielone kaplice hajkal (ang. haykal). Południowa jest dedykowana św. Archaniołowi Michałowi, centralna Janowi Chrzcicielowi, a w północnej urządzono zakrystię. Higaby (ozdobne przegrody) pochodzą z prawdopodobnie z okresu budowy kościoła. 
Skała w południowej części ogrodu ma wiele grot. Jedna z nich była używana przez św. Markusa, mnicha z XIV w. Wnętrze groty składa się z trzech pomieszczeń. Jednym z nich była kaplica. Układ groty był prawdopodobnie wzorowany na pierwotnym planie tej w której mieszkał św. Paweł, zanim została zamieniona w kościół.
Klasztorny donżon, wzniesiony z piaskowca ma cztery kondygnacje. Na drugiej kondygnacji znajduje się wejście, które skomunikowane jest kościołem św. Merkuriusza za pomocą drewnianego, zwodzonego mostku. Na każdej kondygnacji znajdują się od 4 do 7 pomieszczeń. Płaski dach jest osłaniany krenelażem. Klasztorna biblioteka zawiera 7000 manuskryptów i ksiąg.